# Helvetic Wings
Helvetic Wings SA war eine schweizerische Regionalfluggesellschaft mit Sitz in Meyrin am Aéroport International de Genève.

## Geschichte
Die Fluggesellschaft wurde am 29. Oktober 2003 gegründet und verband primär Schweizer Städte wie Basel, Lugano oder Zürich auf dem Luftweg miteinander. Die Flüge wurden mit kleinen Passagierflugzeugen der Typen Pilatus PC-12 und Beechcraft 1900D durchgeführt. Helvetic Wings hat niemals eine Betriebsbewilligung für die eigenen Flugzeuge erhalten, weil das schweizerische Bundesamt für Zivilluftfahrt (BAZL) keine kommerziellen Passagierflüge mit einmotorigen Flugzeugen erlaubte. Aus diesem Grund hat Helvetic Wings ihren Betrieb am 21. Juni 2004 mit gecharterten Flugzeugen von Twin Jet aufgenommen; die eigenständige Betriebsbewilligung sollte gemäss BAZL ein bis zwei Jahre darauf erteilt werden, nachdem man nun grundsätzlich entscheiden wollte, ob man gewisse einmotorige Flugzeuge auch für die kommerzielle Anwendung zulassen sollte. Die Gesellschaft musste ihren Flugdienst jedoch am 11. Oktober 2004 einstellen.

## Flotte
- Beechcraft 1900D mit 19 Sitzplätzen
- Pilatus PC-12 mit neun Sitzplätzen (geplant)

## Pressespiegel
- Marcel Speiser im Tages-Anzeiger vom 10. Juni 2004: ... und wieder eine neue Fluggesellschaft für den helvetischen Binnenmarkt